# Basilika St. Peter und Paul (Rom)

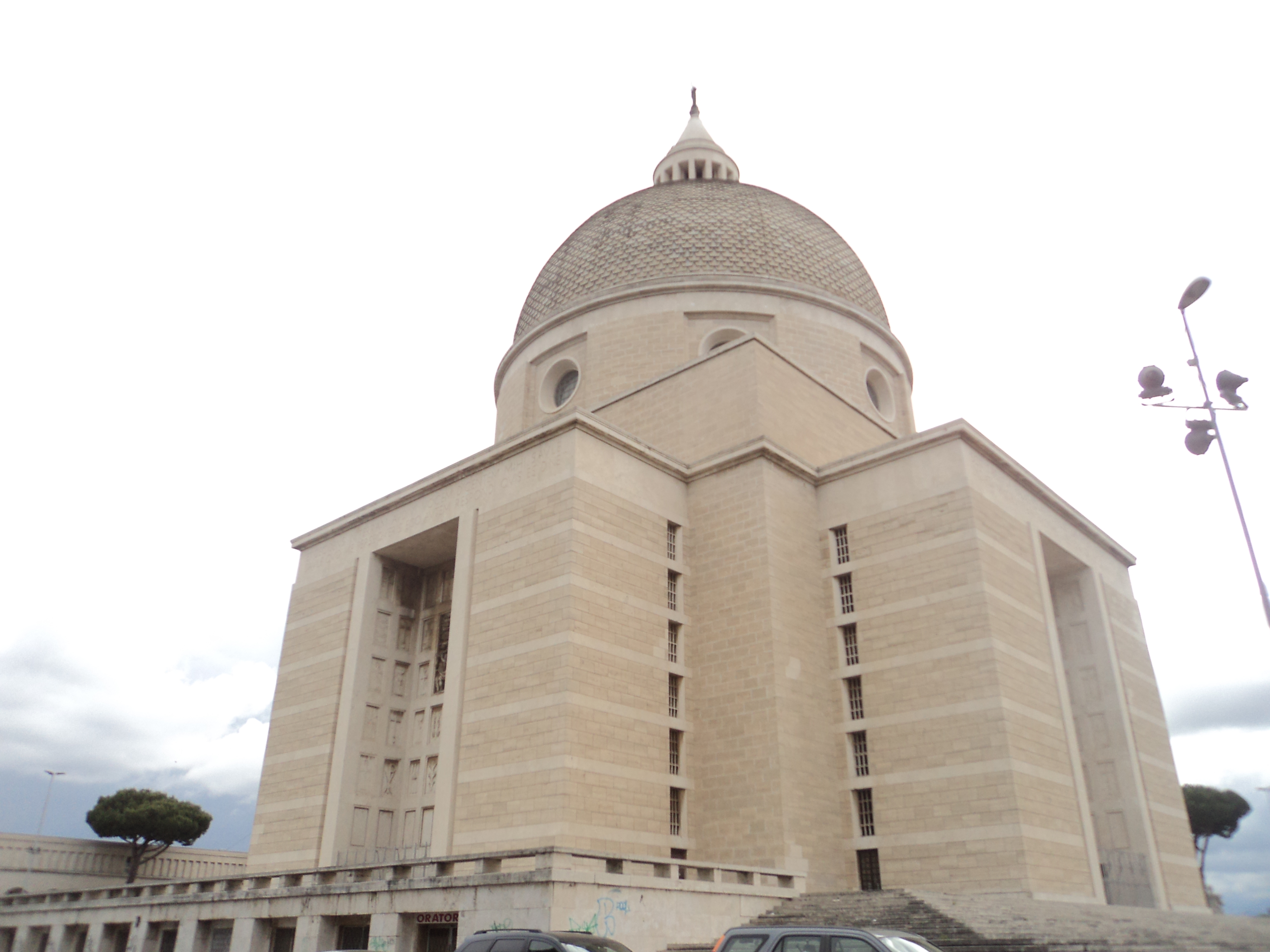
Basilika St. Peter und Paul

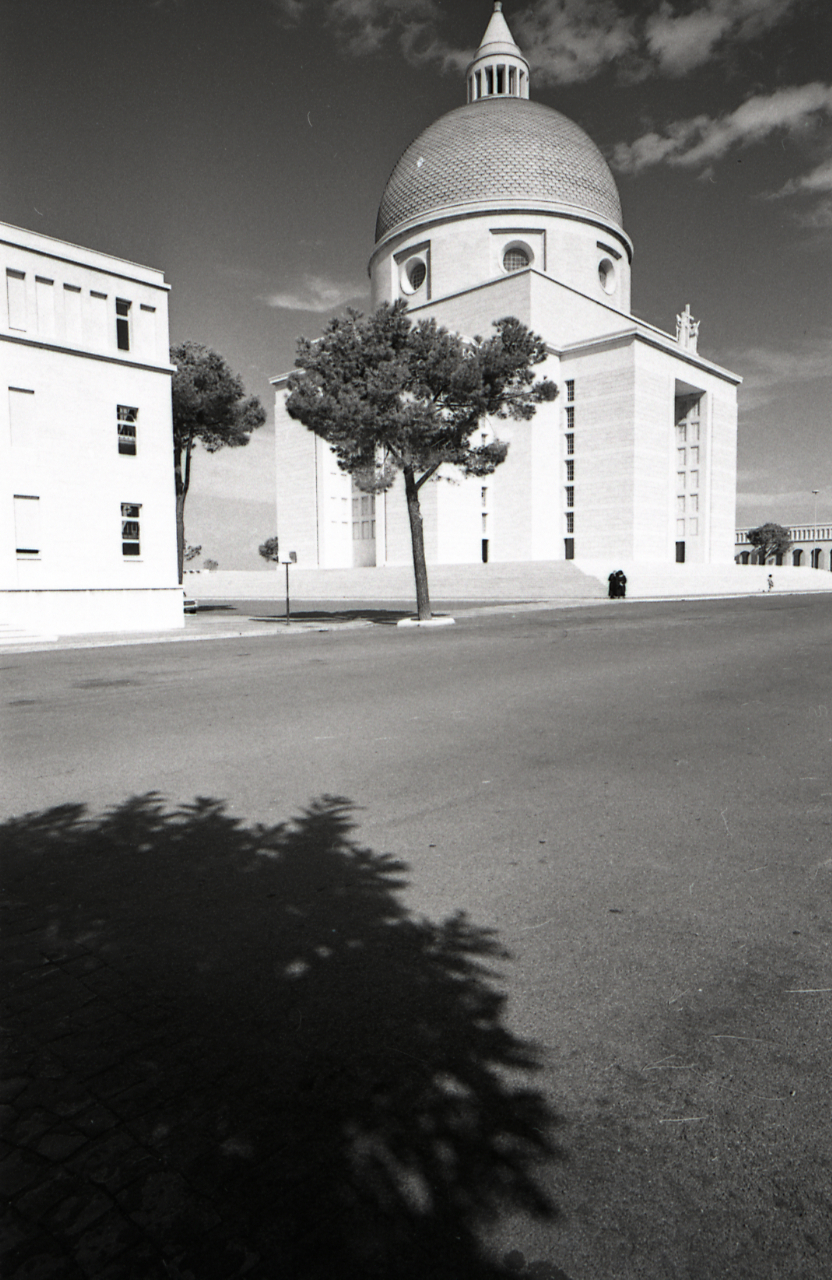
Foto von Paolo Monti, 1967

Die Basilika St. Peter und Paul (Basilica parrocchiale dei Santi Pietro e Paolo a Via Ostiense) ist eine römisch-katholische Kirche im Süden Roms auf der höchsten Stelle am Westrand des Quartiere XXXII. Europa (EUR). Der von Arnaldo Foschini entworfene monumentale kuppelgekrönte Zentralbau im neoklassizistischen Stil entstand ab 1939 im Rahmen des architektonischen Vorzeigeprojekts Mussolinis. Nach ihrer kriegsbedingt verzögerten Vollendung wurde St. Peter und Paul 1952 Minoritenkirche, 1958 Pfarrkirche, 1965 Titelkirche und 1967 Basilica minor.

## Geschichte
An der Stelle der heutigen Basilika soll im Mittelalter eine Kapelle der Erzbruderschaft der Pilger gestanden haben, die bereits den beiden Aposteln geweiht war. Das gesamte Gelände gehörte bis zur Enteignung dem Kloster Tre Fontane.
Die Kirchenplanung wurde den Architekten Arnaldo Foschini, Alfredo Energici, Vittorio Grassi, Nello Ena, Tullio Rossi und Costantino Vetrian übergeben. Die Arbeiten begannen im September 1938 und wurden im April 1939 genehmigt.
Das EUR-Viertel war als Gelände der für 1942 geplanten Weltausstellung projektiert. Anders als der deutsche Nationalsozialismus war der italienische Faschismus kirchenfreundlich und benutzte den Katholizismus für seine imperialen Ziele. Symbol dafür sollte im Rahmen der Weltausstellung die hohe Kuppelkirche sein, die eine Ausstellung zur Ausbreitung der katholischen Kirche und eine ikonografische Ausstellung über die Apostel Petrus und Paulus aufnehmen sollte. Nach dem Eintritt Italiens in den Zweiten Weltkrieg im Juni 1940 gingen die Bauarbeiten noch bis zur Fertigstellung des Rohbaus 1941 weiter und wurden dann eingestellt.
In den Kriegsjahren erlitt das Gebäude Schäden durch zwei Granatentreffer. Sämtliches bewegliche Baumaterial wurde abtransportiert. Nach dem Krieg begann die Umgestaltung und Vollendung des Weltausstellungsgeländes als Wohn- und Büroviertel.
Bereits unmittelbar nach Kriegsende hatten die Franziskaner-Konventualen bei den zuständigen Stellen Interesse an der Kirche angemeldet. 1952 ging das unvollendete und beschädigte Bauwerk mit Grundstück und Nebengebäuden ins Eigentum des Ordens über, der anschließend die Kirche mit Pfarrzentrum und Konventsgebäude fertigstellte. Schwierigkeiten bereitete der relativ kleine, aber hohe und atmosphärisch kühle Innenraum des Gebäudes, das ursprünglich nicht für die Liturgie einer Pfarrgemeinde gedacht war. 1955 wurde die erste heilige Messe in der Kirche gefeiert. Am 8. Dezember 1958 wurde sie die 172. Pfarrkirche der Stadt Rom.

## Architektur
Die vollständig mit weißem Travertin verkleidete Basilika besteht aus den geometrischen Bauteilen Würfel mit vier angefügten kurzen Quadern – den Armen eines Griechischen Kreuzes – und Halbkugel auf zylindrischem Tambour. Die Kuppel mit 32 m Durchmesser krönt eine kegelförmige Laterne. Zum reliefgeschmückten Hauptportal, das zwei Monumentalstatuen der Apostel Petrus und Paulus flankieren, führt eine breite, flach ansteigende Freitreppe.

## Kardinalpriester
St. Peter und Paul ist Titelkirche folgender Kardinäle:
- Franjo Šeper (22. Februar 1965–30. Dezember 1981)
- Ricardo J. Vidal (25. Mai 1985–18. Oktober 2017)
- Pedro Ricardo Barreto Jimeno SJ (seit 28. Juni 2018)